# مایکل فری
مایکل فری (انگلیسی: Michael Frey؛ زادهٔ ۱۹ ژوئیهٔ ۱۹۹۴) بازیکن فوتبال اهل سوئیس است.
از باشگاه‌هایی که در آن بازی کرده‌است می‌توان به باشگاه ورزشی یانگ بویز، باشگاه فوتبال لیل، و باشگاه فوتبال لوتسرن اشاره کرد.
وی همچنین در تیم‌های ملی فوتبال زیر ۱۷ سال سوئیس، زیر ۱۹ سال سوئیس، زیر ۲۰ سال سوئیس، و زیر ۲۱ سال سوئیس بازی کرده‌است.